# Берковска, Цветана
Цветана Петрова Берковска (болг. Цветана Петрова Берковска; 21 марта 1933, Перник — 7 марта 2003) — болгарская легкоатлетка, выступавшая в беге на короткие дистанции. Участница летних Олимпийских игр 1952 года. Первая женщина, представлявшая Болгарию на Олимпийских играх.

## Биография
Цветана Берковска родилась 21 марта 1933 года в болгарском городе Перник.
Выступала в легкоатлетических соревнованиях за софийский «Урожай».
В 1952 году вошла в состав сборной Болгарии на летних Олимпийских играх в Хельсинки. В беге на 100 метров заняла в забеге 1/8 финала 2-е место с результатом 12,43 секунды, в четвертьфинальном забеге - последнее, 6-е место (12,60), уступив 0,27 секунды попавшей в полуфинал с 3-го места Берте Брауэр из Нидерландов. В беге на 200 метров заняла в четвертьфинальном забеге 3-е место с результатом 25,49, уступив 0,23 секунды попавшей в полуфинал со 2-го места Урсуле Кнаб из ФРГ.
Берковска стала первой женщиной, представлявшей Болгарию на Олимпийских играх.
Умерла 7 марта 2003 года.

## Личные рекорды
- Бег на 100 метров — 12,1 (1952)[2]
- Бег на 200 метров — 25,40 (1952)[2]